# Forte celta de Otzenhausen
O forte celta de Otzenhausen é uma das maiores fortificações já erguidas pelos celtas.  A primeira fortificação foi construída no século V ou IV a.C., mas o verdadeiro auge da construção data do século II e I a.C.